# Reprezentacja Belgii na Mistrzostwach Europy w Wioślarstwie 2007
Reprezentacja Belgii na Mistrzostwach Europy w Wioślarstwie 2007 liczyła 5 sportowców. Najlepszym wynikiem było 6. miejsce w jedynce mężczyzn.

## Medale

### Złote medale
Brak

### Srebrne medale
Brak

### Brązowe medale
Brak

## Wyniki

### Konkurencje mężczyzn
- jedynka (M1x): Bart Poelvoorde – 6. miejsce
- czwórka bez sternika wagi lekkiej (LM4-): Ruben De Gendt, Tiago Cardoso Da Silva, François Libois, Olivier Ek – 8. miejsce